# Isidor Nordin

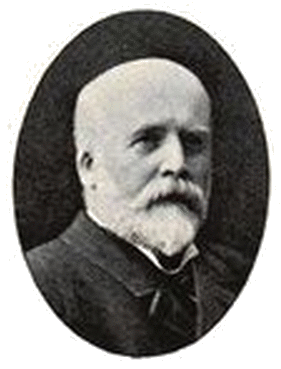
Isidor Nordin.

Samuel Isidor Nordin, född 23 december 1846 i Göteborg, död där 9 oktober 1906, var en svensk apotekare. 
Nordin, blev elev på apoteket Hjorten i Göteborg 1864 samt avlade farmacie kandidatexamen 1868 och apotekarexamen 1872. Han var anställd på apoteket Kronan i Norrköping 1872–1873, på apoteket Enhörningen i Göteborg 1873–1875 och på apoteket Lejonet i Stockholm 1875–1879. Han var föreståndare för Apotekshuset på Drottningholmsmalmen 1879–1895, innehavare av apoteket Storken i Malmö från 1894 och av medikamentsförrådet i Svedala 1895–1905. Tillsammans med Carl Schimmelpfennig utgav han tre årgångar av "Svensk farmaceutisk matrikel".